# Сорокина, Наталья Владимировна
Ната́лья Влади́мировна Соро́кина (урожд. Гу́сева) (12 сентября 1982, Тихвин, Ленинградская область) — российская спортсменка, член олимпийской сборной команды России по биатлону на Олимпиаде в Турине. Бронзовый призёр чемпионата мира по биатлону 2007, мастер спорта России международного класса (2003).

## Биография
28 июля 2009 года вышла замуж и взяла фамилию мужа — Сорокина. Супруг — курский журналист Денис Сорокин.
22 октября 2015 года родилась дочь.

## Спортивная карьера

### Российские соревнования
- Чемпионка России 2011 года в спринте.
- В сезоне 2010/2011 выиграла спринт на турнире Ижевская винтовка

### Кубок мира
Лучшее достижение — победа в спринте на этапе кубка мира 2003/2004 в Антхольце.
Бронзовый призёр спринтерской гонки чемпионата мира 2007 года в Антхольце-Антерсельве.
- 2003/2004 — 24-е место (250 очков)
- 2004/2005 — 25-е место (234 очка)
- 2005/2006 — 21-е место (264 очка)
- 2006/2007 — 32-е место (164 очка)
- 2007/2008 — 30-е место (170 очков)
- 2010/2011 — 31-е место (259 очков)

| 2012/2013 Итоги | 2012/2013 Итоги | Эстерсунд | Эстерсунд | Эстерсунд | Эстерсунд | Хохфильцен | Хохфильцен | Хохфильцен | Поклюка | Поклюка | Поклюка | Оберхоф | Оберхоф | Оберхоф | Рупольдинг | Рупольдинг | Рупольдинг | Антхольц | Антхольц | Антхольц | ЧМ Нове-Место | ЧМ Нове-Место | ЧМ Нове-Место | ЧМ Нове-Место | ЧМ Нове-Место | ЧМ Нове-Место | Холменколлен | Холменколлен | Холменколлен | Сочи | Сочи | Сочи | Ханты-Мансийск | Ханты-Мансийск | Ханты-Мансийск |
| Очков           | Место           | См        | Инд       | Спр       | Пр        | Спр        | Пр         | Эст        | Спр     | Пр      | МС      | Эст     | Спр     | Пр      | Эст        | Спр        | МС         | Спр      | Пр       | Эст      | См            | Спр           | Пр            | Инд           | Эст           | МС            | Спр          | Пр           | МС           | Инд  | Спр  | Эст  | Спр            | Пр             | МС             |
| —               | —               | —         | —         | —         | —         | —          | —          | —          | —       | —       | —       | —       | —       | —       | —          | —          | —          | —        | —        | —        | —             | —             | —             | —             | —             | —             | 81           | —            | —            | —    | —    | —    | —              | —              | —              |

| 2011/2012 Итоги | 2011/2012 Итоги | Эстерсунд | Эстерсунд | Эстерсунд | Хохфильцен | Хохфильцен | Хохфильцен | Хохфильцен | Хохфильцен | Хохфильцен | Оберхоф | Оберхоф | Оберхоф | Нове-Место | Нове-Место | Нове-Место | Антхольц | Антхольц | Антхольц | Холменколлен | Холменколлен | Холменколлен | Контиолахти | Контиолахти | Контиолахти | ЧМ Рупольдинг | ЧМ Рупольдинг | ЧМ Рупольдинг | ЧМ Рупольдинг | ЧМ Рупольдинг | ЧМ Рупольдинг | Ханты-Мансийск | Ханты-Мансийск | Ханты-Мансийск |
| Очков           | Место           | Инд       | Спр       | Пр        | Спр        | Пр         | Эст        | Спр        | Пр         | См         | Эст     | Спр     | МС      | Инд        | Спр        | Пр         | Спр      | МС       | Эст      | Спр          | Пр           | МС           | Спр         | Пр          | См          | См            | Спр           | Пр            | Инд           | Эст           | МС            | Спр            | Пр             | МС             |
| 14              | 79              | —         | 40        | 30        | —          | —          | 3          | 58         | 38         | —          | —       | —       | —       | —          | —          | —          | —        | —        | —        | —            | —            | —            | —           | —           | —           | —             | —             | —             | —             | —             | —             | —              | —              | —              |

| 2010/2011 Итоги | 2010/2011 Итоги | Эстерсунд | Эстерсунд | Эстерсунд | Хохфильцен | Хохфильцен | Хохфильцен | Поклюка | Поклюка | Поклюка | Оберхоф | Оберхоф | Оберхоф | Рупольдинг | Рупольдинг | Рупольдинг | Антхольц | Антхольц | Антхольц | Преск-Айл | Преск-Айл | Преск-Айл | Форт-Кент | Форт-Кент | Форт-Кент | ЧМ Ханты-Мансийск | ЧМ Ханты-Мансийск | ЧМ Ханты-Мансийск | ЧМ Ханты-Мансийск | ЧМ Ханты-Мансийск | ЧМ Ханты-Мансийск | Холменколен | Холменколен | Холменколен |
| Очков           | Место           | Инд       | Спр       | Пр        | Спр        | Пр         | Эст        | Инд     | Спр     | См      | Эст     | Спр     | МС      | Инд        | Спр        | Пр         | Спр      | МС       | Эст      | Спр       | Пр        | См        | Спр       | Пр        | МС        | См                | Спр               | Пр                | Инд               | Эст               | МС                | Спр         | Пр          | МС          |
| 259             | 31              | —         | —         | —         | —          | —          | —          | 61      | 19      | —       | 5       | 26      | —       | 37         | 59         | 47         | 7        | 26       | 1        | 19        | 18        | 3         | 44        | 33        | —         | —                 | —                 | —                 | 14                | —                 | —                 | 6           | 26          | 8           |

| 2007/2008 Итоги | 2007/2008 Итоги | Контиолахти | Контиолахти | Контиолахти | Хохфильцен | Хохфильцен | Хохфильцен | Поклюка | Поклюка | Поклюка | Оберхоф | Оберхоф | Оберхоф | Рупольдинг | Рупольдинг | Рупольдинг | Антерсельва | Антерсельва | Антерсельва | ЧМ Остерсунд | ЧМ Остерсунд | ЧМ Остерсунд | ЧМ Остерсунд | ЧМ Остерсунд | ЧМ Остерсунд | Пхёнчхан | Пхёнчхан | Пхёнчхан | Ханты-Мансийск | Ханты-Мансийск | Ханты-Мансийск | Холменколлен | Холменколлен | Холменколлен |
| Очков           | Место           | Инд         | Спр         | Пр          | Спр        | Пр         | Эст        | Инд     | Спр     | Эст     | Эст     | Спр     | Пр      | Эст        | Спр        | МС         | Спр         | Пр          | МС          | Спр          | Пр           | Инд          | См           | МС           | Эст          | Спр      | Пр       | См       | Спр            | Пр             | МС             | Спр          | Пр           | МС           |
| 170             | 30              | 35          | 21          | 26          | —          | —          | —          | 29      | 7       | 2       | 3       | 62      | 13      | 3          | 48         | 38         | 37          | 29          | 14          | 25           | 30           | —            | —            | —            | —            | 16       | 22       | —        | 15             | 26             | 23             | 24           | —            | —            |

| 2006/2007 Итоги | 2006/2007 Итоги | Эстерсунд | Эстерсунд | Эстерсунд | Хохфильцен | Хохфильцен | Хохфильцен | Хохфильцен | Хохфильцен | Хохфильцен | Оберхоф | Оберхоф | Оберхоф | Рупольдинг | Рупольдинг | Рупольдинг | Поклюка | Поклюка | Поклюка | ЧМ Антерсельва | ЧМ Антерсельва | ЧМ Антерсельва | ЧМ Антерсельва | ЧМ Антерсельва | ЧМ Антерсельва | Лахти | Лахти | Лахти | Холменколлен | Холменколлен | Холменколлен | Ханты-Мансийск | Ханты-Мансийск | Ханты-Мансийск |
| Очков           | Место           | Инд       | Спр       | Пр        | Спр        | Пр         | Эст        | Инд        | Спр        | Эст        | Эст     | Спр     | Пр      | Эст        | Спр        | МС         | Спр     | Пр      | МС      | Спр            | Пр             | Инд            | См             | МС             | Эст            | Инд   | Спр   | Пр    | Спр          | Пр           | МС           | Спр            | Пр             | МС             |
| 164             | 32              | 62        | 51        | 26        | 39         | 29         | 1          | 22         | 41         | 2          | 6       | 20      | 29      | 1          | 53         | —          | —       | —       | —       | 3              | 4              | —              | 9              | 4              | 7              | —     | —     | —     | —            | —            | —            | 41             | 28             | 22             |

| 2005/2006 Итоги | 2005/2006 Итоги | Эстерсунд | Эстерсунд | Эстерсунд | Хохфильцен | Хохфильцен | Хохфильцен | Осрблье | Осрблье | Осрблье | Оберхоф | Оберхоф | Оберхоф | Рупольдинг | Рупольдинг | Рупольдинг | Антхольц | Антхольц | Антхольц | ОИ Турин | ОИ Турин | ОИ Турин | ОИ Турин | ОИ Турин | Поклюка | Поклюка | Контиолахти | Контиолахти | Контиолахти | Холменколен | Холменколен | Холменколен |
| Очков           | Место           | Спр       | Пр        | Эст       | Инд        | Спр        | Эст        | Инд     | Спр     | Пр      | Эст     | Спр     | МС      | Эст        | Спр        | Пр         | Спр      | Пр       | МС       | Инд      | Спр      | Пр       | Эст      | МС       | Спр     | Пр      | Спр         | Пр          | МС          | Спр         | Пр          | МС          |
| 264             | 21              | 19        | 28        | 3         | 3          | 46         | —          | 85      | 23      | 6       | —       | —       | 22      | —          | 10         | 6          | 22       | 25       | 14       | —        | —        | —        | —        | 24       | 45      | 34      | 17          | 39          | 24          | 54          | 31          | 6           |

| 2004/2005 Итоги | 2004/2005 Итоги | Бейтостолен | Бейтостолен | Бейтостолен | Холменколлен | Холменколлен | Холменколлен | Эстерсунд | Эстерсунд | Эстерсунд | Оберхоф | Оберхоф | Оберхоф | Рупольдинг | Рупольдинг | Рупольдинг | Антхольц | Антхольц | Антхольц | Чезана Сан-Сикарио | Чезана Сан-Сикарио | Чезана Сан-Сикарио | Поклюка | Поклюка | Поклюка | ЧМ Хохфильцен | ЧМ Хохфильцен | ЧМ Хохфильцен | ЧМ Хохфильцен | ЧМ Хохфильцен | Ханты-Мансийск | Ханты-Мансийск | Ханты-Мансийск |
| Очков           | Место           | Эст         | Спр         | Пр          | Инд          | Спр          | Пр           | Спр       | Пр        | МС        | Спр     | Пр      | Эст     | Эст        | Спр        | Пр         | Инд      | Спр      | Пр       | Инд                | Спр                | Эст                | Спр     | Пр      | МС      | Спр           | Пр            | Инд           | Эст           | МС            | Спр            | Пр             | МС             |
| 234             | 25              | —           | 4           | 22          | 40           | 12           | 54           | 66        | —         | 29        | 31      | 27      | —       | —          | 18         | 21         | 80       | 82       | —        | 10                 | 39                 | —                  | 9       | 6       | 17      | —             | —             | —             | —             | —             | 41             | 35             | 7              |

| 2003/2004 Итоги | 2003/2004 Итоги | Контиолахти | Контиолахти | Контиолахти | Хохфильцен | Хохфильцен | Хохфильцен | Осрблье | Осрблье | Осрблье | Поклюка | Поклюка | Поклюка | Рупольдинг | Рупольдинг | Рупольдинг | Антхольц | Антхольц | Антхольц | ЧМ Оберхоф | ЧМ Оберхоф | ЧМ Оберхоф | ЧМ Оберхоф | ЧМ Оберхоф | Лейк-Плэсид | Лейк-Плэсид | Форт-Кент | Форт-Кент | Форт-Кент | Холменколен | Холменколен | Холменколен |
| Очков           | Место           | Эст         | Спр         | Пр          | Спр        | Пр         | Эст        | Инд     | Спр     | Пр      | Спр     | Пр      | МС      | Эст        | Спр        | Пр         | Инд      | Спр      | МС       | Спр        | Пр         | Инд        | Эст        | МС         | Спр         | Пр          | Спр       | Пр        | МС        | Спр         | Пр          | МС          |
| 250             | 24              | —           | —           | —           | —          | —          | —          | —       | —       | —       | 52      | 45      | —       | —          | 30         | 16         | 8        | 1        | 2        | 17         | 10         | —          | —          | 7          | 66          | —           | 31        | 34        | 17        | 44          | 12          | отм         |